# József Kanta
József Kanta (Keszthely, 24 marzo 1984) è un ex calciatore ungherese, di ruolo centrocampista.

## Carriera

### Club
Ha giocato nella prima e nella seconda divisione ungherese.

### Nazionale
Il 6 febbraio 2007 debutta con la nazionale ungherese nell'amichevole persa per 2-1 contro Cipro dov'è subentrando al 63º minuto a György Sándor. Ha giocato complessivamente 3 partite con la nazionale dell'Est, l'ultima nel 2013.

## Palmarès

### Club

#### Competizioni nazionali
- Campionato ungherese: 1

MTK Budapest: 2007-2008
- Supercoppa d'Ungheria: 1

MTK Budapest: 2008
- Nemzeti Bajnokság II: 2

MTK Budapest: 2011-2012 (Ovest), 2017-2018